# Regata de yates

La regata de Newport Beach en Cabo San Lucas comienza en el 2013

Las regatas de yates son un deporte de vela en el que participan yates de vela y veleros de mayor tamaño, a diferencia de las regatas de vela ligera, que incluyen embarcaciones sin cabina. Participan múltiples yates de vela, en competición directa, que navegan en torno a un recorrido marcado por boyas y otros dispositivos de navegación fijos o recorren distancias más largas a través de aguas abiertas de un punto a otro. Puede implicar una serie de regatas de varias etapas, cuando se realizan punto a punto o simplemente regatas con boyas.

## Historia
La navegación de recreo es muy antigua, como se ejemplifica en el poema antiguo Catulo 4:

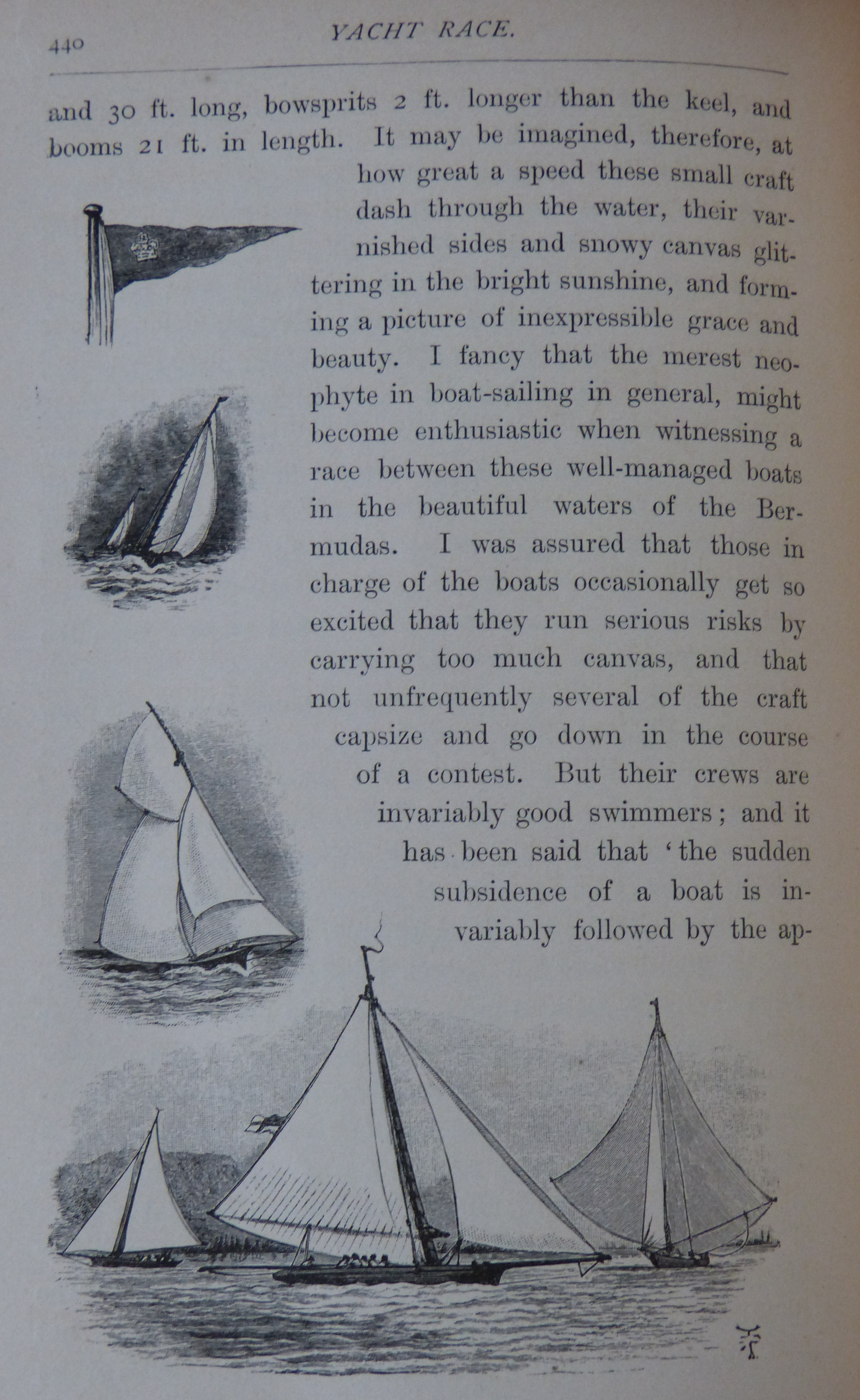
Descripción de 1883 de la regata de barcos de Bermudas, por Lady Brassey, con ilustraciones que muestran la plataforma de Bermudas. Inicialmente, se alquilaron barcos de trabajo para regatas de fin de semana en Bermudas, pero los competidores acomodados del Royal Bermuda Yacht Club pronto construyeron corredores especiales.

El barco que veis, amigos, dice que ha sido la pieza de madera más rápida jamás vista; Ella jura que una vez podría haber una revisión Todos los barcos rivales, sea el reto llamado para competir bajo lona o con remos. (trad. James Michie)

## Etimología
El término "Yate" deriva del noruego ("jagt"), del bajo alemán medio ("jaght") o de la palabra holandesa jacht, que significa "un barco ligero rápido de guerra, comercio o placer. El elemento deportivo en la palabra radica en la derivación de jaght de la raíz jaghen, que significa cazar o perseguir...".
Se cree que las regatas formales de barcos empezaron con veleros en los Países Bajos en algún momento del siglo XVII. Pronto, en Inglaterra, empezaron a surgir "yates" de regatas hechos a medida y en 1815 se estableció el Royal Yacht Squadron. En 1661 John Evelyn dibujó una competición entre Katherine y Anne, dos grandes barcos de vela reales ambos de diseño inglés, "...la apuesta 100-1; la regata de Greenwich en Gravesend y vuelta". Uno de los barcos era propiedad de Carlos II y a veces lo patroneaba.
En 1782, el Cumberland Fleet, una clase de barcos de vela conocidos por su capacidad para navegar contra el viento, fueron pintados remontando el río Támesis con espectadores mirando desde un puente. Al igual que hoy, esta obsesión por navegar contra el viento con velocidad y eficiencia alimentó a la comunidad regatistas.
En el siglo XIX, la mayoría de regatas de yates se iniciaron adjudicando posiciones de salida a los competidores. Las boyas se colocaban en línea recta, a las que los competidores enganchaban sus yates mediante cabos. Los yates debían mantener todas las velas frente al palo principal en la cubierta hasta que se daba la señal de salida. La Asociación de regatas de yates fue fundada en 1875 por el príncipe Batthyany-Strattman, el capitán JW Hughes y el señor Dixon Kemp. YRA escribió reglas estandarizadas de regatas de yates que incluían el "Flying Start" que se utiliza hoy.
Llevando las regatas de yates a la vanguardia de la vida pública, la regata America's Cup se disputó por primera vez en 1851 entre el New York Yacht Club y el Royal Yacht Squadron. No regulado por criterios de medida como hoy, es que la segunda clasificado fue el yate Aurora, "y si no se hubiera acabado el tiempo para la regata habría sido el ganador por un buen margen". Posteriormente, las regatas de la Copa se llevaron a cabo, normalmente cada tres o cuatro años, a partir de un desafío emitido por un club al actual titular de la Copa, que hasta 1983 era el NYYC.
En 2017, el yate Partridge 1885 basado en La Ciotat está documentado como el yate clásico de regatas  más antiguo del mundo y todavía totalmente operativo.

## Normas y calificaciones

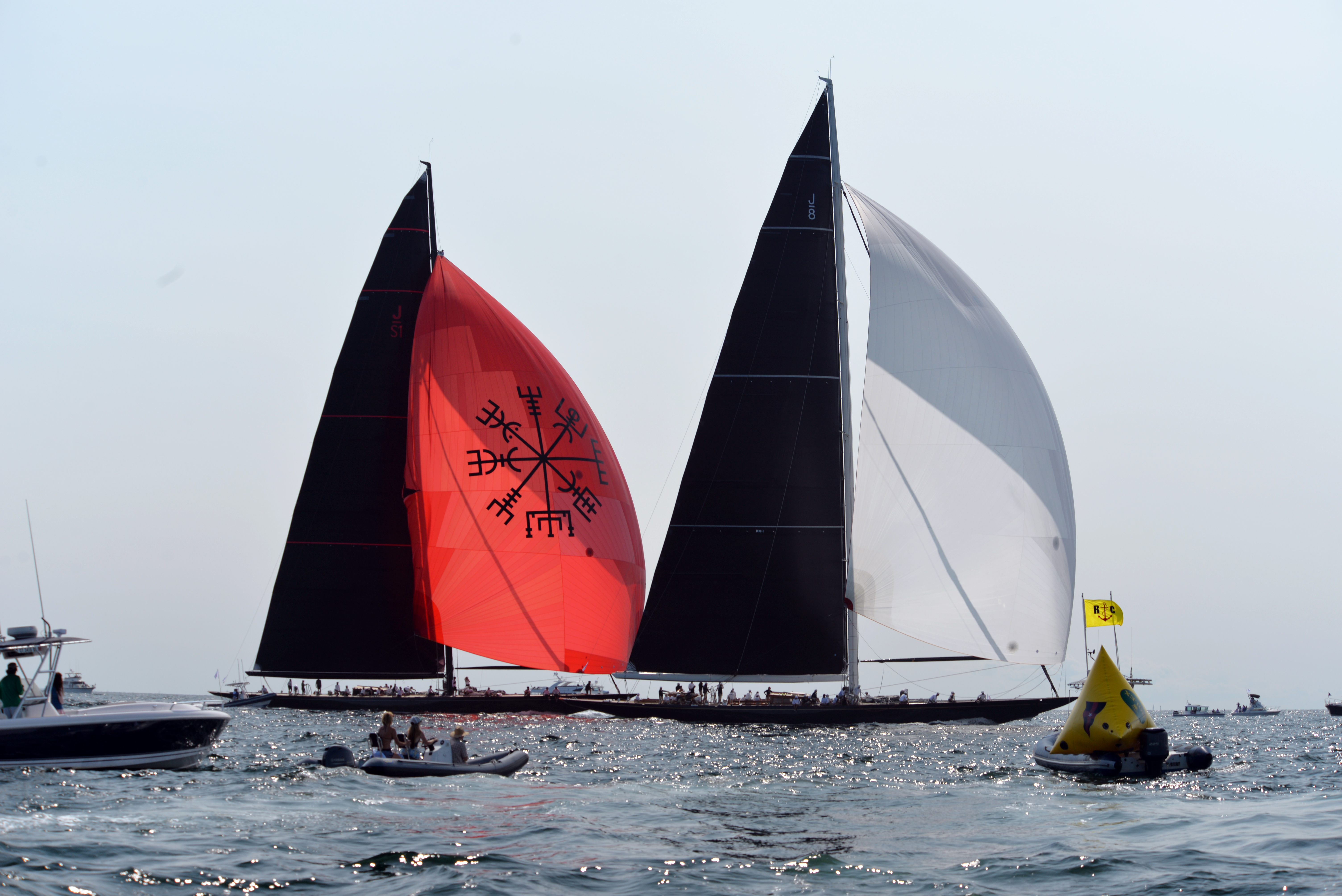
regata de yates

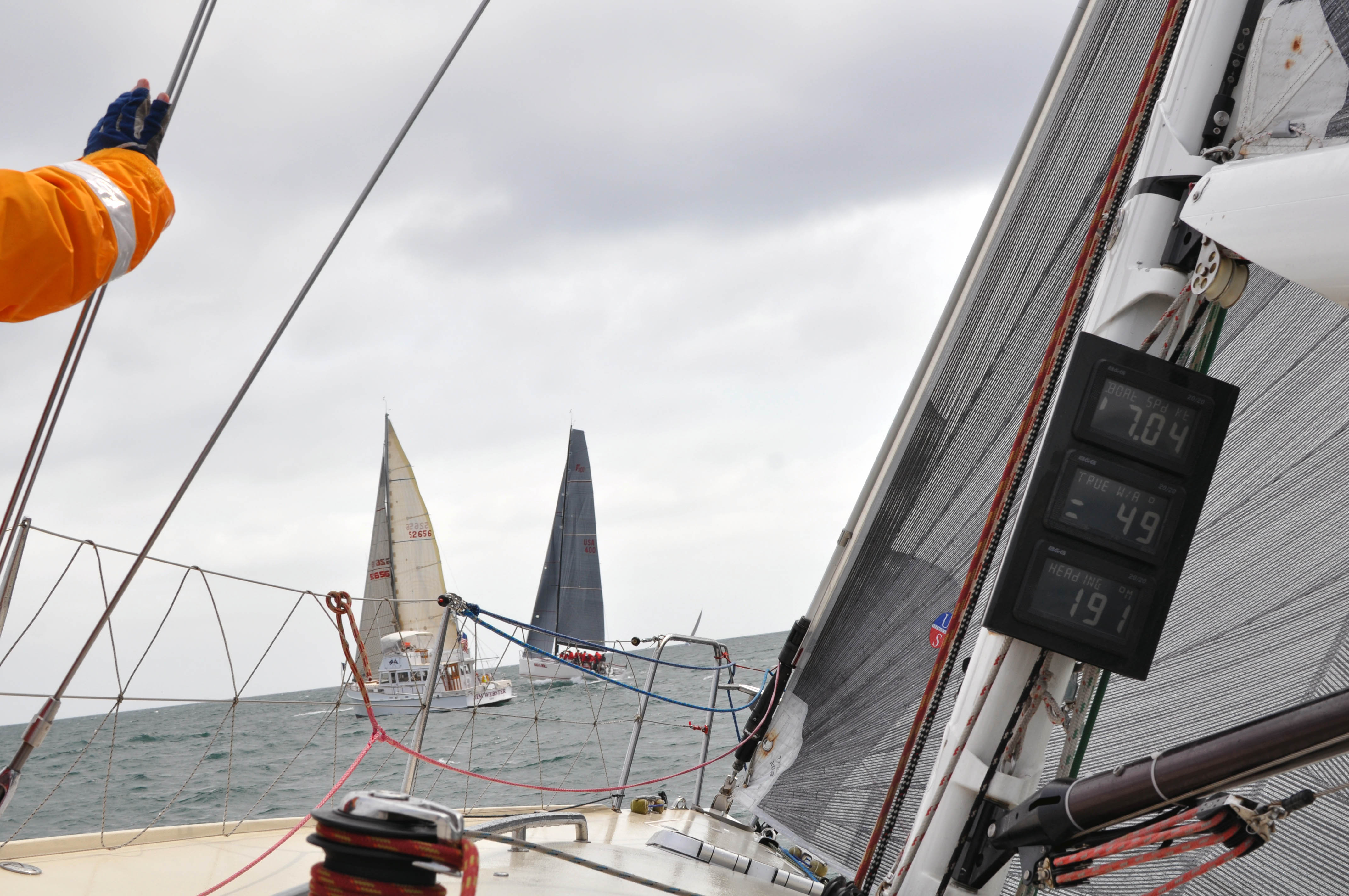
Una regata de yates en la meta

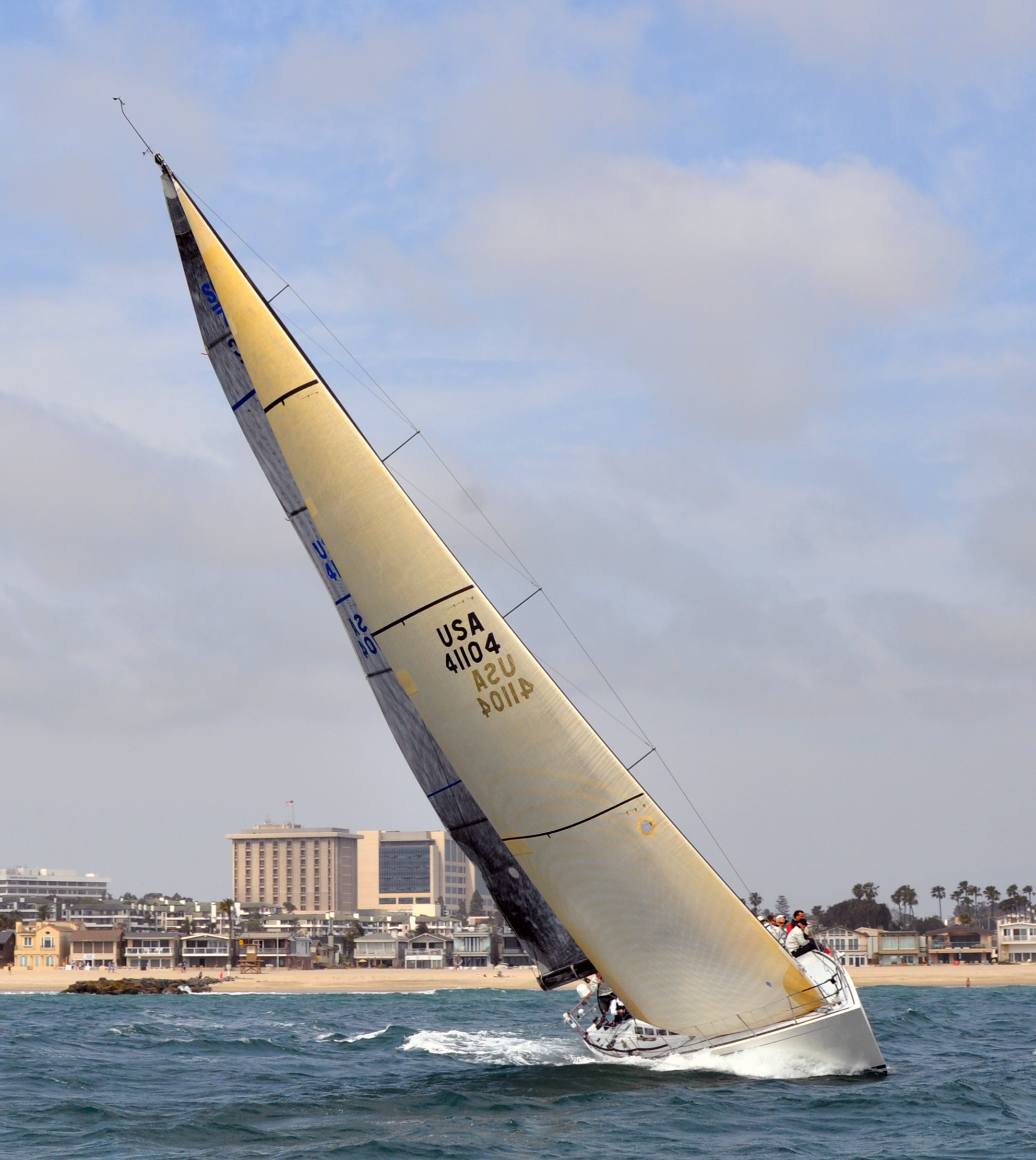
Santa Cruz 70 Retro 2013 Ahmanson Cup regata, Newport Beach, California.

A medida que las regatas de yates fueron haciendo más frecuentes y el diseño de embarcaciones más variado, fue necesario establecer sistemas de mediciones y márgenes de tiempo debido a las diferencias en el diseño del barco. Los yates más largos son inherentemente más rápidos que los más cortos; por tanto, en interés de la justicia, en la década de 1820 se introdujo un "sistema primitivo de horario en el Solent ". Los yates mayores tenían un handicap; pero los propietarios de las embarcaciones más grandes no estaban de acuerdo con el sistema de bonificación, ya que decían que para ganar el concurso, era suficiente cruzar la meta primero, como en las carreras pedestres o de caballos. Como resultado, se desarrollaron tanto las medidas del rating como las regatas de " monotipos ".

### Rating
Los sistemas de clasificación por rating se basan en algunos análisis formulados de parámetros de diseño de yates generalmente muy específicos, como la longitud, el área de la vela,el desplazamiento y la forma del casco. Durante la década de 1920 y durante la década de 1970, el Cruising Club of America estableció una fórmula por la que se diseñaron la mayoría de barcos de regata/crucero durante ese período. Tras su descendiente, el complejo matemático International Offshore Rule (IOR) de la década de 1970, contribuyó a una gran disminución de la navegación (e incluso la velocidad), se adoptó el sistema Performance Handicap Racing Fleet (PHRF) más sencillo. El PHRF sólo utiliza características de rendimiento probadas, especialmente la velocidad de navegación teórica, como medio para permitir que los yates distintos (normalmente tripulados por amigos y familias en clubes en lugar de por tripulaciones profesionales) puedan competir juntos. Los veleros de crucero familiares más populares tendrán una calificación presentada en un capítulo local del PHRF.
Los sistemas de calificación de rating más frecuentes hoy en día son el Offshore Racing Congress (ORC), Offshore Racing Rule (ORR), International Rating Certificate (IRC) y la Performance Handicap Racing Fleet (PHRF). Muchos países organizan sus propios sistemas de handicap que no tienen en cuenta el tamaño, peso o área de vela del yate, pero el rendimiento se mide a partir de los resultados de la regata anterior. El sistema ECHO irlandés es un sistema de discapacidad.
Las regatas de monotipos fueron inventadas por Thomas (Ben) Middleton en 1886 en la bahía de Killiney, cerca de la ciudad de Dublín, República de Irlanda. A Middleton le preocupaba que ganar una regata de yates dependiera más de tener un yate nuevo caro que de la habilidad del navegante. Una regata de yates de diseño se realiza con clases de barcos similares, todos construidos, a menudo mediante la producción en masa, con el mismo diseño, con la misma área de vela y aparato, y el mismo número de tripulantes, por lo que la capacidad de la tripulación y la experiencia táctica son mayores. más probable que decida una regata que el tipo de barco, la edad o incluso el clima. Los barcos de regatas populares como The Water Wag, Laser, J/22 y J/24, Etchells y Star y New York 30 de Nathanael Herreshoff son ejemplos de embarcaciones de un solo diseño. 
Por lo general, las competiciones modernas de regatas de yates se llevan a cabo de acuerdo con las Reglas de regatas de vela, establecidas por primera vez en 1928. Aunque complejos, los RRS están pensados principalmente para garantizar la equidad y la seguridad. Las Reglas son revisadas y actualizadas cada cuatro años por el organismo que ahora se conoce como World Sailing.

## Regatas notables
Las principales regatas de hoy, se adhieren a un conjunto de reglas, utilizando varios estándares de rating. Se pueden clasificar en estos tipos:

### Costeras
La competición Admiral's Cup fue creada en 1957 por el Almirante del Royal Ocean Racing Club. Cada país implicado puede enviar a un equipo y tres barcos de una clase de diseño único. Antiguamente se competía cada dos años. Parece que debido a desacuerdos internacionales este evento ya no tiene lugar.
La America's Cup se estableció en 1851. Éste es el evento más antiguo, y probablemente el más prestigioso, de las regatas de yates. Los participantes están restringidos a una fórmula de medida para los barcos y las reglas relativas a esta fórmula han sido controvertidas desde el principio. Los ingleses, que fueron los desafiantes durante los primeros 132 años de la regata, comentaron "England rules the waves, but America waives the rules."("Inglaterra domina las oleadas, pero América esgrime las reglas". Esta regata no era tradicionalmente una regata de costera, debido a la exigencia de que el barco británico iba a navegar desde casa en la zona de regatas, que implicaba navegación transatlántica.
El Auckland Anniversary Regatta se fundó en 1840. Incluye la Heather Cup, que se ha disputado en más de 170 ocasiones anuales desde su creación (se detuvo brevemente durante la segunda guerra bóer).

### Offshore
La Vic-Maui Yacht Race va desde Victoria, Canadá hasta Lahaina, Hawai — una distancia de 2.308 millas náuticas (4.274 km). La regata se inició en 1965 y se celebra cada dos años. Es la más larga de las regatas Pacífico-Hawai.
La Transpacific Yacht Race (Transpac) comienza en Point Fermin ( San Pedro, cerca de Los Angeles ) y termina en el faro de Diamond Head en Honolulu — una distancia de unas 2225 millas náuticas (2560,5 mi; 4120,7 km) . Es una de las regatas más importantes de la navegación en alta mar, que atrae a participantes de todo el mundo. Iniciada en 1906, la regata está organizada por el Transpacific Yacht Club.
Fastnet se estableció en 1924 con 7 barcos. La regata cubre aproximadamente 600 millas empezando en Cowes en la isla de Wight, redondeando la roca Fastnet en la costa sur de Irlanda y terminando en Cherbourg, Francia. Hasta 2019, la regata acabó en Plymouth.
El Tour De France En La Voile se estableció en 1978 con 20 barcos. La regata es paralela al evento ciclista y tiene lugar a lo largo de las tres costas de Francia: el Canal de la Mancha, el océano Atlántico y el Mediterráneo. Recorre más de 1000 millas.
La Sydney to Hobart Yacht Race se estableció en 1945. Esta regata australiana va desde Sydney, Nueva Gales del Sur hasta Hobart, Tasmania — una distancia de más de 682 millas náuticas (1263,1 km).
La regata de Newport en Bermuda empezó en 1906. Va desde Newport, Rhode Island hasta Bermudas.
El Chicago Yacht Club Race to Mackinac fue fundado en 1898 con cinco barcos. La regata recorre más de 300 millas, desde Chicago hasta la isla Mackinac, en el extremo norte de la península inferior de Michigan.
La regata de Marblehead en Halifax se fundó en 1905. La regata dura más de 360 millas, desde Marblehead, Massachusetts, hasta Halifax, Nueva Escocia.
El Coastal Classic, iniciado en 1982, se celebra en Nueva Zelanda. A unas 125 millas, es más corta que la mayoría de regatas en alta mar. Va al norte desde Auckland hasta Russell, que se encuentra en el extremo norte de la isla norte de Nueva Zelanda.

### Oceánicas
La regata Ostar fue organizada por el Royal Western Yacht Club y se celebró por primera vez en 1960. Va de Plymouth a Newport (en 1960 la meta era Nueva York). Se trata de una regata en solitario contra el viento y la corriente dominantes en el Atlántico Norte. La regata se celebra cada 4 años pero, a principios del siglo XXI, se ha convertido en una regata de aficionados. Originalmente, era la regata principal de los navegantes de alta mar, pero actualmente ha perdido su estatus a favor de la Route du Rhum. La regata recorre unos 3000 millas.
La Route Du Rhum se estableció en 1978. Esta regata se realiza cada cuatro años, a partir de noviembre. Se trata principalmente de una regata en solitario, pero sí compiten embarcaciones tripuladas. Empieza en la costa norte de Francia y va hasta Guadalupe, una isla francesa en el Caribe. La regata cubre unos 3700 millas.
La Mini Transat empezó en 1977 y funciona cada dos años. Se trata de una regata en solitario que atraviesa el Atlántico por un recorrido similar a la Route Du Rhum. Esta regata se divide en dos etapas, la primera va de Francia a las Islas Canarias y la segunda en la isla de Guadalupe en el Caribe.
La South Atlantic Race se estableció en 1971 como "Hacia Río" con más de 50 inscripciones. La regata va desde Ciudad del Cabo, Sudáfrica, hasta Río de Janeiro — unas 3600 millas.
La Round Ireland Yacht Race se celebra cada dos años. Con un recorrido de aproximadamente 704 millas, comienza y termina en Wicklow e incluye todas las islas offshore excepto Rockall.

### Alrededor del mundo
- The Ocean Race, antiguamente conocida como Volvo Ocean Race y como Whitbread Round the World Race, comenzó en 1973/74. Esta regata es una de las cimas de las regatas de yates, mayoritariamente con tripulación profesional. Originalmente una regata de cuatro etapas que constituía 27.930 millas, ahora es una regata de nueve tramos.
- Velux 5 Oceans Race: antes conocida como BOC Challenge y más tarde Around Alone, esta regata comenzó en 1982 con 17 inscripciones. Se trata de una regata por todo el mundo en solitario, inicialmente con 4 etapas, pero ahora con 3.
- Global Challenge: esta regata fue establecida en 1992/93 por quien fue el icono de la vela escocesa Sir Chay Blythe, la primera persona que dio la vuelta al mundo en solitario contra los vientos y corrientes dominantes. Esto es lo que hace que esta regata sea única, los participantes "se enfrentan" al mar, lo que hace que las condiciones de navegación sean muy incómodas, pero más seguras que con viento. La regata se navega en barcos de un solo diseño diseñados y construidos específicamente para la regata. Las tripulaciones no pueden ser profesionales, y están formadas por marineros novatos que pagan un atraque.
- Vendée Globe : esta regata, conocida como el Everest of the Seas por su dificultad,[21] comenzó el 26 de noviembre de 1989 con 13 inscripciones. Es una regata en solitario, sin cesar, sin asistencia. La primera regata duró 120 días y sólo 7 terminaron.
- Trofeo Jules Verne: establecido en 1993, la regata fue diseñada para ser una regata contra reloj, no otros barcos. Los participantes pueden empezar a cualquier hora, tener cualquier diseño, cualquier número de tripulantes, y las dos únicas reglas son: 1) empezar y llegar al Ile de Ouessant, y 2) completar el viaje en menos de 80 días.
- Clipper Round the World Yacht Race: establecida por Sir Robin Knox-Johnston, el primer hombre en realizar una circunnavegación sin parar en el mundo con una sola mano, la primera regata Clipper tuvo lugar en 1996. La regata se navega en una flota de 12 barcos de un solo diseño diseñados y construidos específicamente para la regata. Cada yate está tripulado por un patrón profesional y marineros novatos que pagan. Es la regata de yates más larga, con múltiples escalas y que tarda 11 meses en completar la circunnavegación.
- Barcelona World Race – regata sin cesar alrededor del mundo con dos tripulantes empleando yates IMOCA Open 60 y organizada por la Fundación Navegación Oceánica Barcelona.